# Будильський поріг
48°6′29″ пн. ш. 35°2′41″ сх. д. / 48.10806° пн. ш. 35.04472° сх. д.
Буди́льський порі́г (лоцмани називали його Будило) — сьомий із дніпровських порогів, знаходився на відстані 3-х верст нижче Вовнизького. Довжина — 134 сажні. Цей поріг за кутом падіння води, швидкістю течії і глибиною особливо не заважав судноплавству по Дніпру. Хоча теж був засмічений камінням. Фарватер річки вище порога — 7, нижче порога — 9 футів. Існувала приказка: «Ти, лоцмане, пройшов Діда та Внука та й заліг спати; отже, не спи, а то Будило розбудить тебе».
Нині поріг затоплений водами Дніпровського водосховища.